# اصنام (استان بویره)
اصنام (استان بویره) (به عربی: الأصنام) یک شهرداری در الجزایر است که در استان بویره واقع شده‌است. اصنام ۱۲٬۰۶۰ نفر جمعیت دارد.